# Plàstic reforçat amb fibra de vidre
|  | No s'ha de confondre amb Fibra de vidre. |

El plàstic reforçat amb fibra de vidre (GRP o Glass-reinforced plastic en anglès) és un material compost, concretament, un plàstic reforçat amb fibres. Es tracta d'un producte molt utilitzat en les indústries de l'automòbil, aeronàutica, eòlica i naval, per tal de fabricar carrosseries i carenats.

## Composició
La matriu base d'aquest material és formada per un polímer de tipus polièster, vinilèster o resina epoxi.
El reforç de fibra de vidre dota el plàstic d'una gran resistència mecànica i lleugeresa, al mateix temps que simplifica el procés de fabricació de superfícies complicades.
Igual que amb el plàstic reforçat amb fibra de carboni, aquest compòsit se sol conèixer pel nom de les seues fibres de reforç (fibra de vidre).

## Fabricació
Un dels desavantatges en l'ús dels plàstics reforçats amb fibra és la seua dificultat a l'hora de produir en massa. Amb mètodes com el de la pultrusió, emmotllament per transferència de resina (RTM), emmotllament per injecció de resina assistida amb buit (VARIM), disposició de capes a mà, emmotllament per compressió i bobinatge de filaments, es poden produir peces de manera eficient en costos.

## Exemples

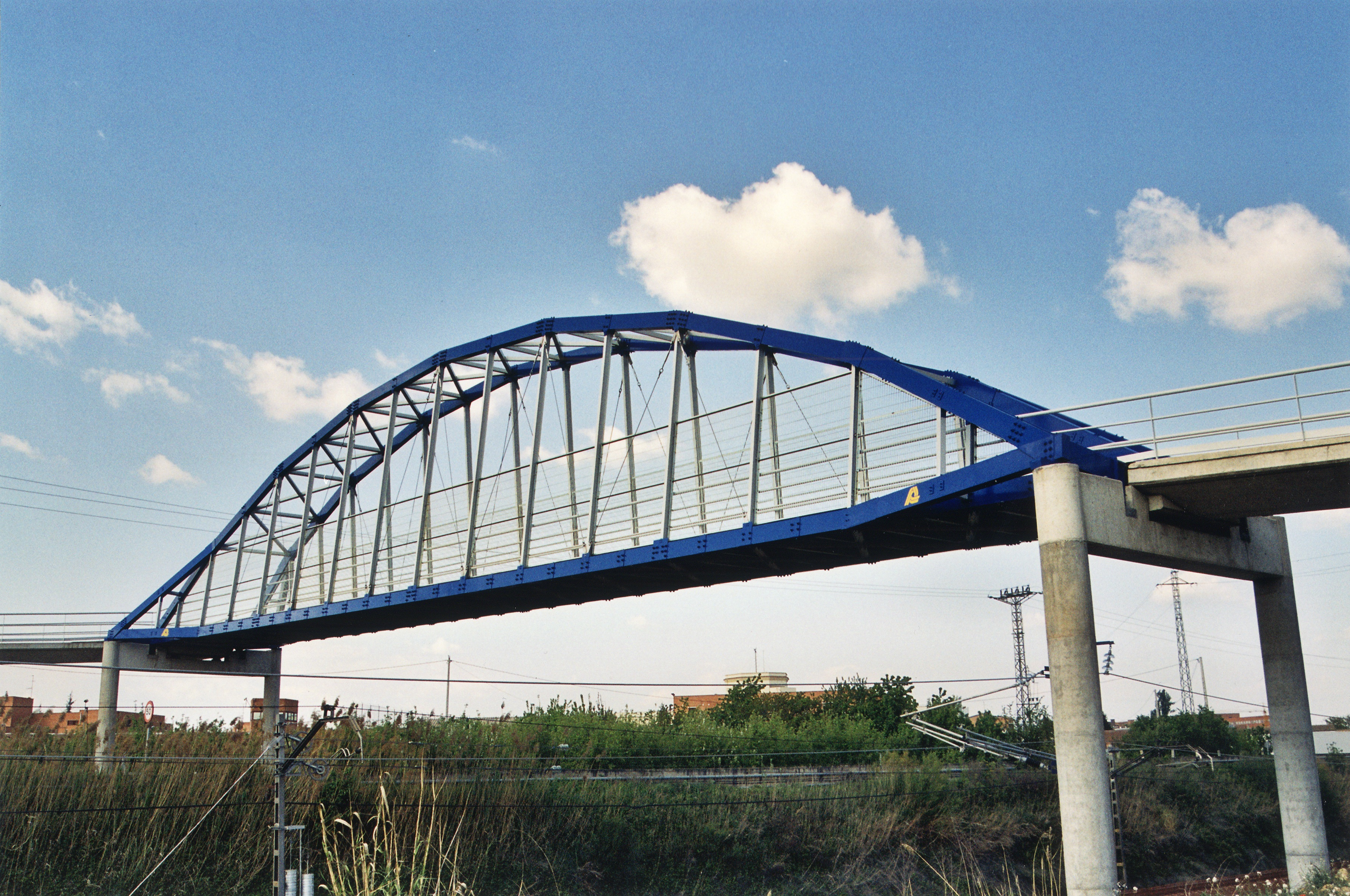
Pont de vianants de plàstic reforçat amb fibra de vidre de Lleida.

- Pasarel·la Onze de Setembre a Lleida: Es tracta d'una pasarel·la de vianants que creua per sobre del recorregut del tren d'alta velocitat Madrid-Barcelona. Va rebre un premi internacional, essent la primera passarel·la en plàstic reforçat amb fibra de vidre construïda en zona urbana.[2][3]